# Black and Tans
De "Black and Tans'" (Iers: Dúchrónaigh), officieel Royal Irish Constabulary Special Reserve, was een paramilitair leger dat van 1920 tot 1921 door de Britse regering ingezet werd in revolutionair Ierland voor de strijd tegen het IRA.
Door de Paasopstand in 1916, de dood van Padraig Pearse en de daaropvolgende guerrillaoorlog met het IRA, had de Britse Kroon rond 1920 behoefte aan een permanente strijdkracht in Ierland.
De omvang van de gewone politiemacht liep sterk terug doordat velen de dienst verlieten als gevolg van een campagne tegen de RIC door het IRA. Om de politiemacht weer op sterkte te brengen werd in Engeland en Schotland uitgebreid geworven onder oud-militairen die terugkeerden uit de Eerste Wereldoorlog. De naam Black and Tans is een verwijzing naar het afwijkende uniform van deze hulptroepen.
De eenheden van de Black and Tans hadden nauwelijks politietraining gehad en fungeerden al snel als ongecontroleerde bendes. Ze werden goed betaald voor die tijd, 10 shilling per dag met kost en inwoning, en waren bedoeld als hulptroepen om de officiële politie (RIC) van allerlei taken te ontlasten zoals bewaking, escortering van belangrijke personen, schildwacht en publieksveiligheid (Engels: crowd control).
De Black and Tans hadden een reputatie van "bruut en gewelddadig", en als dusdanig werden zij dan ook een geliefd doelwit van het IRA. Door de gebrekkige discipline werden deze aanvallen vaak gevolgd door wreedheden tegen de burgerbevolking.
Al snel nadat de eerste doden onder de Black and Tans vielen door de hand van de Ierse Volunteers gingen de Black and Tans over tot represailles tegen de burgerbevolking, wat de naam van de Black and Tans niet bepaald ten goede kwam.
In de periode 1920-1922 dienden ongeveer 7000 Black and Tans in Ierland. Eén derde van hen sneuvelde of verliet de actieve dienst vóór de uiteindelijke opheffing van de RIC in 1922. Veel van de Black and Tans namen nadien dienst in de Britse politiemacht in het Mandaatgebied Palestina; diegenen die terugkeerden naar het burgerleven hadden vaak moeite om zich te re-integreren. Zeker twee van de Black and Tans werden later in Engeland veroordeeld tot de strop voor moord.
De "Black and Tans" zijn ook vaak onderwerp geweest van Ierse rebel-muziek, zoals in de nummers "Black and Tans", "Valley of Knockanure" en "Rifles of the IRA", gezongen door onder andere de Wolfe Tones.

## Bloody Sunday
Op Bloody Sunday 21 november 1920 (tijdens de Ierse Onafhankelijkheidsoorlog schoten de Black and Tans, in reactie op de IRA-aanvallen op de Cairo Gang (een groep van Britse inlichtingenofficieren), in het wilde weg op een menigte mensen die de finale Tipperary v. Dublin van het Keltische voetbal bekeken in het Croke Park stadion in Dublin. Veertien mensen werden gedood (inclusief Michael Hogan, de teamleider van Tipperary). De climax van dit geweld tegen burgers betrof de gewelddadigheden in The Burning of Cork in de nacht van 11 december 1920, waarbij meer dan 300 gebouwen in rook opgingen, en vijf burgers en twee mogelijke IRA-verdachten geëxecuteerd werden.